# 이수명
이수명(1965년 서울 ~ )은 대한민국의 시인, 평론가, 번역가이다.
서울대학교 국문과를 졸업했다. 1994년 《작가세계》 겨울호에 「우리는 이제 충분히」 외 4편의 시로 작가세계 신인상을 받으면서 문단에 데뷔하였다. 2007년 김구용에 관한 연구로 중앙대학교 문예창작학과에서 박사학위를 받았다. 낯설고 난해한 시풍으로 알려져 있지만, 고전주의자 라거나 당대적이라는 평도 있다. 2001년 박인환문학상, 2011년 현대시작품상, 2012년 노작문학상, 2014년 이상시문학상
을 수상했다.

## 저서

### 시집
- 《새로운 오독이 거리를 메웠다》 (세계사, 1995)
- 《왜가리는 왜가리 놀이를 한다》 (세계사, 1998)
- 《붉은 담장의 커브》 (민음사, 2001)
- 《고양이 비디오를 보는 고양이》 (문학과지성사, 2004)
- 《언제나 너무 많은 비들》 (문학과지성사, 2011)
- 《마치》 (문학과지성사, 2014)
- 《물류창고》 (문학과지성사, 2018)
- 《도시가스》 (문학과지성사, 2022)

### 연구서
- 《김구용과 한국 현대시》 (한국학술정보, 2008)

### 시론집
- 《횡단》 (문예중앙, 2011)
- 《표면의 시학》 (난다, 2018)

### 평론집
- 《공습의 시대》 (문학동네, 2016)

### 에세이
- 《나는 칠성슈퍼를 보았다》 (아침달, 2022)
- 《내가 없는 쓰기》 (난다, 2023)

### 역서
- 덩컨 히스, 《낭만주의》 (김영사, 2002)
- 다리안 리더, 《라캉》 (김영사, 2002)
- 제프 콜린스, 《데리다》 (김영사, 2003)
- 데이비드 노리스, 《조이스》 (김영사, 2006)

## 수상경력
- 1994년 : 작가세계 신인상
- 2001년 : 제2회 박인환문학상
- 2011년 : 제12회 현대시작품상
- 2012년 : 제12회 노작문학상
- 2014년 : 제7회 이상시문학상
- 2018년 : 제9회 김춘수시문학상

## 참고 자료
- 신형철 (2009년 9월 25일). “소년과 소녀가 손을 잡으면”. 한겨레21. 2010년 7월 25일에 확인함.
- 최동호, 신범순, 정과리, 이광호 (2007년 11월 26일). 《문학과지성사 한국문학선집 1900~2000 시》. 서울: 문학과지성사. 1513~1520쪽. ISBN 9788932016825.